# Anita n'en fait qu'à sa tête
Pour plus de détails, voir Fiche technique et Distribution.
Anita n'en fait qu'à sa tête (titre original : Anita no pierde el tren) est un film espagnol réalisé par Ventura Pons, sorti en 2001.

## Synopsis
Anita perd son travail de guichetière dans un cinéma de quartier quand le propriétaire commence la construction d'un complexe multi-salles. Elle continue à aller au cinéma où elle connaît un ouvrier marié, Antonio, dont elle tombe amoureuse.

## Fiche technique
- Titre français : Anita n'en fait qu'à sa tête
- Titre original : espagnol : Anita no pierde el tren, catalan : Anita no perd el tren
- Réalisation : Ventura Pons
- Scénario : Lluís-Anton Baulenas
- Producteur : Ventura Pons
- Photo : Mario Montero
- Musique : Carles Cases
- Montage : Pere Abadal
- Pays de production :  Espagne
- Langue : Catalan, Espagnol
- Format : Couleur
- Genre : Comédie
- Durée : 89 min
- Dates de sortie : 
  - Espagne : 26 janvier 2001